# Stenopsyche maxima
Stenopsyche maxima är en nattsländeart som beskrevs av Martynov 1926. Stenopsyche maxima ingår i släktet Stenopsyche och familjen Stenopsychidae. Inga underarter finns listade i Catalogue of Life.